# Nagaur
Nagaur est une ville indienne située dans le district de Nagaur dans l’État du Rajasthan. En 2001, sa population était de 88 313 habitants.

## Source de la traduction
- (en) Cet article est partiellement ou en totalité issu de l’article de Wikipédia en anglais intitulé « Nagaur » (voir la liste des auteurs).